# Ankoberkanarie
De ankoberkanarie (Crithagra ankoberensis; synoniem: Serinus ankoberensis) is een zangvogel uit de familie Fringillidae (vinkachtigen).

## Verspreiding en leefgebied
Deze soort is endemisch in centraal Ethiopië.